# APOP Kinyras Peyias Football Club
Maillots
Le Athlitikos Podosfairikos Omilos Pegeias Kinyras Peyias (en grec moderne : Αθλητικός Ποδοσφαιρικός Όμιλος Πέγειας Κινύρας Πέγεια), plus couramment abrégé en APOP Kinyras Peyias, est un ancien club chypriote de football fondé en 2003 et disparu en 2012, et basé dans la ville de Peyias dans le district de Paphos.

## Historique
- 2003 : fondation du club
- 2009 : 1re participation à la Ligue Europa (C3) (saison 2009/10)

## Palmarès
| Compétitions nationales |  | |
| \| - Coupe de Chypre (1) : - Vainqueur : 2008-2009. - Supercoupe de Chypre : - Finaliste : 2009. \| \| - Championnat de Chypre de deuxième division (2) : - Champion : 2004-2005 et 2006-2007. - Championnat de Chypre de troisième division (1) : - Champion : 2003-2004. \| |  | |
| - Coupe de Chypre (1) : - Vainqueur : 2008-2009. - Supercoupe de Chypre : - Finaliste : 2009. |  | - Championnat de Chypre de deuxième division (2) : - Champion : 2004-2005 et 2006-2007. - Championnat de Chypre de troisième division (1) : - Champion : 2003-2004. |

## Personnalités du club

### Présidents
- Michalis Mitas

### Entraîneurs
- Giorgos Polyviou
- Andros Polydorou